# Tomáš Palonder
Tomáš Palonder (ur. 26 stycznia 1980 w Moskwie) – słowacki aktor, piosenkarz i prezenter telewizyjny.
Ukończył Konserwatorium w Bratysławie na wydziale muzyczno-dramatycznym, a następnie studiował aktorstwo w Wyższej Szkole Sztuk Scenicznych w Bratysławie. Od 2000 r. występował w wielu serialach telewizyjnych, spotach reklamowych; prowadził także program telewizyjny Deka, a później Dekabox. Obecnie jest najbardziej znany z występowania w teatrze GUnaGU, w teatrze Aréna, a także jako wokalista dwóch bratysławskich grup muzycznych:  Bruno Benetton i Love 4 Money. Regularnie użycza swojego głosu bohaterom reklam telewizyjnych i radiowych oraz bohaterom filmów animowanych. W 2010 r., wraz z Marcelem Palonderem w towarzystwie Street Dance Academy, wystąpił jako Palonders w Konkursie Piosenki Eurowizji na Słowacji z piosenką „Slová slov“.
Od 2019 r. jest głosem stacji Rádio Slovensko, gdzie zastąpił Jána Galloviča.